# Playboy Motor Car Corporation

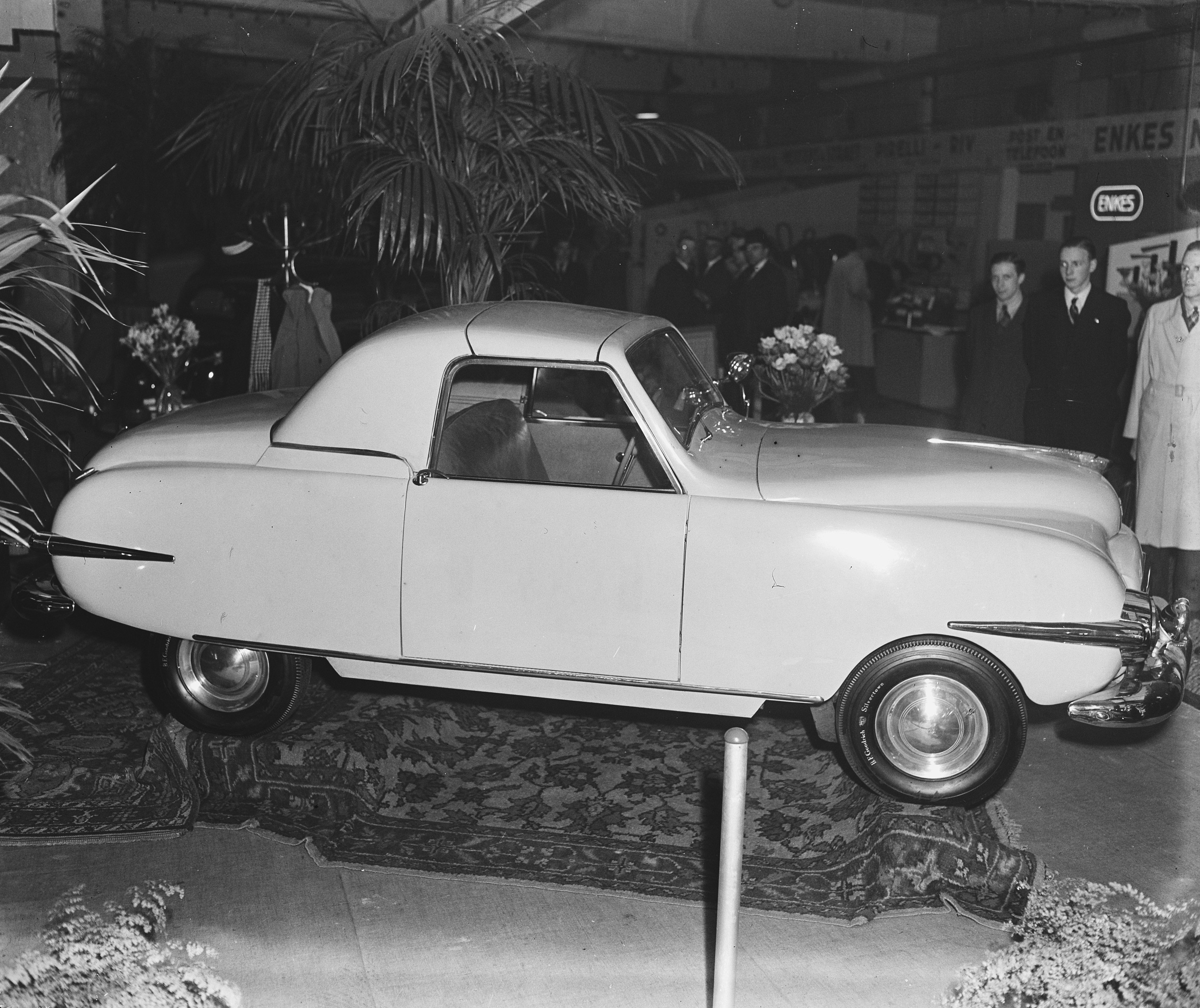
Playboy A48 ze złożonym dachem

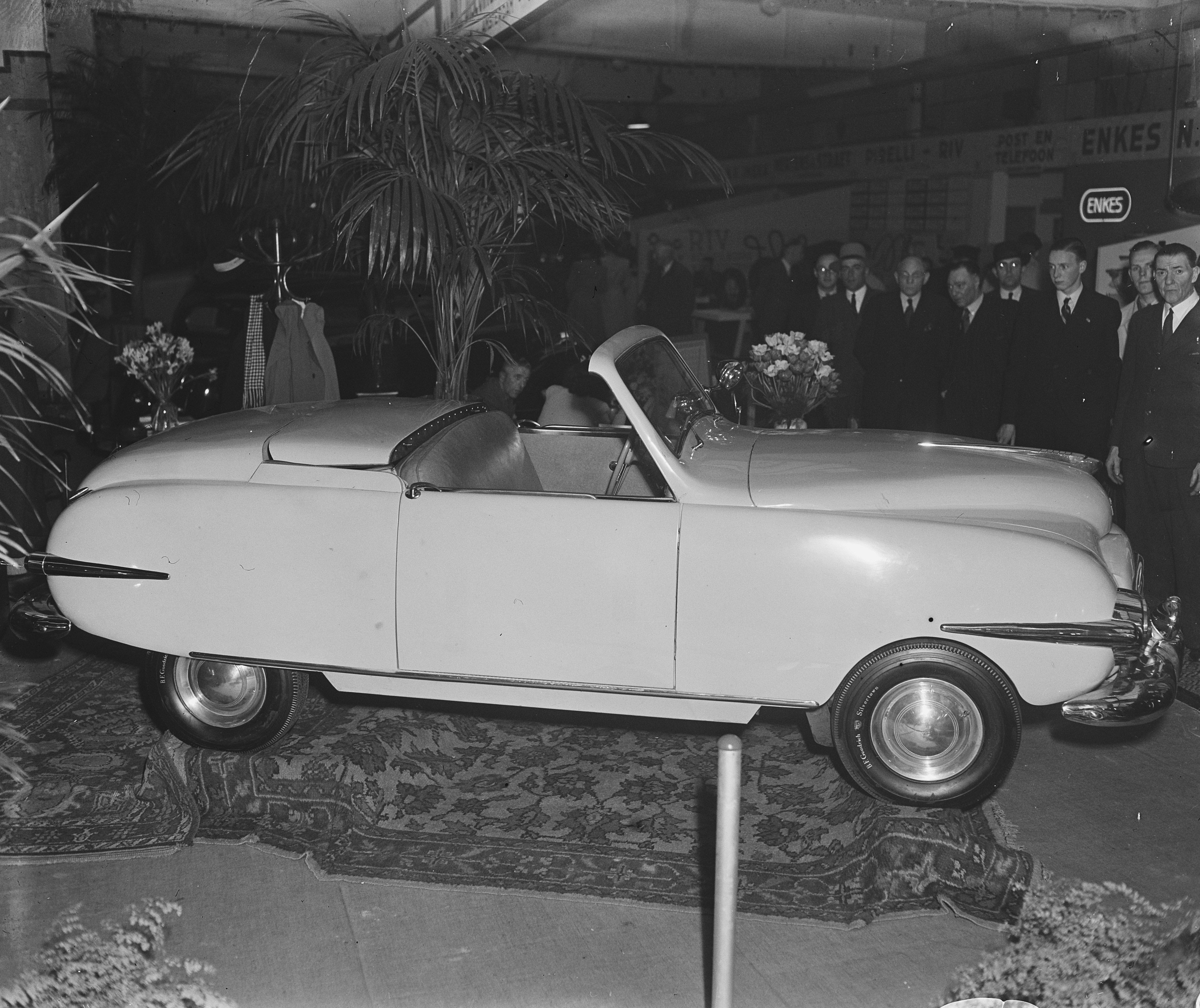
Playboy A48 z otwartym dachem

Playboy Motor Car Corporation – amerykański producent samochodów osobowych, z siedzibą w Buffalo, działający w latach 1946–1951.

## Historia
W 1946 roku Louis Horwitz, dotychczas zajmujący się sprzedażą samochodów marki Packard jako autoryzowany dealer, postanowił w Buffalo założyć własne motoryzacyjne przedsiębiorstwo Midget Motor Car Company. Miało ono docelowo zaoferować niewielki, przystępny cenowo samochód dopasowany do wymagań powojennego amerykańskiego społeczeństwa. Samochód miał kosztować ok. 900 ówczesnych dolarów i być wytwarzanym z komponentów pozyskiwancyh przez zewnętrznych poddostawców. Horwitz zaangażował doświadczonych specjalistów ze swojego kręgu znajomych: mechanika Norma Richardsona i inżyniera Pontiaka, Charliego Thomasa.
W ciągu pierwszego roku działalności firma zainwestowała większość z 50 tysięcy dolarów kapitału w opracowanie pierwszego przedprodukcyjnego prototypu dwumiejscowego kabrioletu z miękkim składanym dachem, którego ukończono w 1947. Wtedy też zdecydowano się przemianować firmę na Playboy Motor Car Corporation, pod taką nazwą finalizując rozwijany projekt do postaci produkcyjnego samochodu Playboy A48. Od studium odróżnił się on m.in. nowatorską jak na lata 40. XX wieku koncepcją twardego składanego dachu w stylu współczesnych coupé-kabrioletów, a także silnikiem przeniesionym z tyłu na przód. 
Roczna produkcja miała sięgnąć do 100 tysięcy egzemplarzy rocznie, jednak na zrealizowanie tak ambitnych celów przedsiębiorstwo potrzebowało co najmniej 20 milionów dolarów. Ostateczna cena, 985 ówczesnych dolarów, okazała się relatywnie wysoka w stosunku do gabarytów, możliwości transportowych oraz parametrów technicznych, co przełożyło się na znacznie mniejsze zainteresowanie A48 niż wcześniej zakładano. W ciągu 4 lat produkcji, która trwała do 1951 roku, zbudowano ostatecznie 97 egzemplarzy, po czym Playboy Motor Car Corporation ogłosiło bankructwo i zniknęło z rynku. Niektóre egzemplarze z tej krótkiej serii przetrwały do czasów współczesnych: w 2019 roku turkusowy model trafił na aukcję, a dwa lata później na sprzedaż wystawiono inny, beżowo-brązowy.

### Playboy Motor Car a Playboy
Taka sama nazwa niewielkiego, działającego krótko przedsiębiorstwa motoryzacyjnego oraz powstałego niewiele później słynnego czasopisma Playboy mogą nie być przypadkową zbieżnością. Hugh Hefner, który początkowo zakładał inną nazwę dla swojego tytułu (Stag Party) i musiał z niej zrezygnować z powodu sprzeciwu autorów istniejącej już gazety Stag. W odpowiedzi na to, jego przyjaciel Eldon Seller zaproponował mu nazwę Playboy, którą zapamiętał dzięki jego matce na przełomie lat 40. i 50. pracującej w oryginalnym Playboy Motor Car Corporation.

## Modele samochodów

### Historyczne
- A48 (1947–1951)